# Томас Поульсен
Томас Поульсен (дан. Thomas Poulsen, 16 лютого 1970) — данський академічний веслувальник.
Олімпійський чемпіон 1996 року в складі розпашної четвірки без стернового легкої ваги.